# Signeersessie
Een signeersessie is een bijeenkomst, meestal in een boekhandel, waarbij een auteur van een meestal pas verschenen boek aanwezig is om verkochte boeken van zijn handtekening en desgewenst een speciale opdracht te voorzien. Dit ter stimulering van de verkoop van het boek in kwestie.
De allereerste signeersessie in Nederland vond plaats in boekhandel Dijkhoffz, Plaats 27 in Den Haag, op 16 maart 1929. De auteur was toen de Oostenrijker Stefan Zweig, die voor een paar lezingen een bezoek aan Nederland bracht. 
De signeersessie schijnt in Parijs ontstaan te zijn, wanneer en waar precies is onbekend. Het Vaderland schreef in elk geval naar aanleiding van de gebeurtenis in Dijkhoffz: "In Parijs, waar meer medegeleefd wordt met litteraire gebeurtenissen, worden van een gevierd schrijver duizenden exemplaren van een werk op den dag verkocht, waarop het met de strook Vient de Paraître verschijnt. Voor den boekhandelaar aldaar beteekent de ontvangst van den auteur, de saamtrekking van honderden koopers, die anders elders het werk gekocht zouden hebben, immers in Parijs koopt men zijn boeken (de ware liefhebbers uitgezonderd) waar men passeert."
Op 8 november 1930 volgde in Dijkhoffz een signeersessie door vlieger-schrijver Adriaan Viruly vanwege zijn pas verschenen boek Voor vrij? ... Contact!. Twee jaar later, op 4 november, nam de Haagse Bijenkorf de nieuwe gewoonte over, toen de schrijfster Madelon Székely-Lulofs hier op bezoek was op de boekenafdeling. Sindsdien is het nooit meer weggeweest uit de Nederlandse boekenwereld.
Gesigneerde boeken hebben in principe op de tweedehandsboekenmarkt een hogere waarde dan ongesigneerde.